# Burleske
Een burleske is een kluchtig gedicht of blijspel, dat door het met opzet aangebrachte grote verschil tussen onderwerp en stijl, karikaturaal en onnatuurlijk overkomt. Meestal wordt een hoogdravend onderwerp (goden, helden, geliefden) in zeer platte taal behandeld.

## Ontstaan
De burleske is in de zestiende eeuw ontstaan in Italië. Het woord is afgeleid van het Italiaanse woord burla (grap). De burleske was als genre vooral in de zeventiende eeuw erg populair. In Nederland was Willem Godschalck van Focquenbroch de belangrijkste schrijver in dit genre; zijn grote voorbeeld was de Fransman Paul Scarron (1610-1660). Dat de burleske het publiek in groten getale aansprak, moge blijken uit de immense populariteit die de negentiende-eeuwse Jacob van Oosterwijk Bruyn zich met zijn gedichten verwierf.

## Kenmerken
- De schrijver maakt in de burleske overdadig gebruik van karikaturale overdrijving: de discrepantie tussen het onderwerp en de stijl primeert. De lezer of toeschouwer ervaart naargelang van zijn eigen moreel referentiekader een burleske als een schaamteloze beschrijving van een werkelijkheid die hij verafschuwt of omarmt;
- De taalbehandeling: een rijke gedifferentieerde woordenschat voor menselijke handelingen en lichaamsdelen;
- Verwante stijlfiguren: klucht, travestie, parodie, persiflage en anachronismen.

## Burlesque in de Verenigde Staten

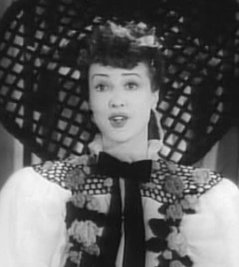
Gypsy Rose Lee, Amerikaans burlesque-ster

In de Verenigde Staten kreeg de term burleske (gespeld als burlesque) een heel andere betekenis. De term refereerde aan variétéachtige shows in nachtclubs. In zulke shows traden komieken op die seksueel getinte grappen vertelden, wat in de meer "respectabele" vaudevilleshows niet gebeurde. Komische acts werden afgewisseld met striptease. Een bekende artieste uit het Amerikaanse burlesque was Gypsy Rose Lee. Burlesque kende zijn hoogtepunt in de jaren 1860 tot en met 1940, al proberen sommige artiesten deze vorm van amusement te laten herleven. Een bekende moderne burlesque-artieste is Dita Von Teese.